# Hydrophorus brunnicosus
Hydrophorus brunnicosus är en tvåvingeart som beskrevs av Friedrich Hermann Loew 1857. Hydrophorus brunnicosus ingår i släktet Hydrophorus och familjen styltflugor. Arten är reproducerande i Sverige. Inga underarter finns listade i Catalogue of Life.